# 野玫瑰 (电影)
《野玫瑰》是中国1930年代的一部无声电影，导演为孙瑜，王人美和金焰主演。1931年冬拍摄，1932年初上映。2009年，该片曾在旧金山无声电影节中国无声电影回顾展被电影节选中。2012年，该片在第七届巴黎中国电影节被巴黎美爵（MATZO PARIS）翻拍成有声电影。
《野玫瑰》是在九一八事变后编写，一·二八事变之后上映的，有着浓厚的抗日情绪:85-87:177。该片是王人美的首部电影，也是她的成名作。王人美与女主角小凤的性格、爱好很接近，让人感觉不到她是在演戏。她自然、发自内心的表演打破了以往中国电影女主角捧心西施的可怜形象，为中国电影注入真实、鲜活的生命力:85-89:177-184。金焰在该片中出演男主角。两人的合作使他和王人美成为当时上海最受欢迎的银幕情侣，两人也在拍摄此片时开始相恋，后结为夫妻:42-43。

## 剧情
上海渔家女小凤和父亲住在河岸上一条破旧的渔船里。一位出身富家的艺专学生江波到乡下写生，遇到小凤，后相恋。一场大火吞噬了小凤的父亲和他家的渔船。江波把小凤带到上海家中，但遭到江波父亲的反对。江波于是将小凤安排在街头画广告的朋友小李和卖报的老枪照顾。一次，江波和小李因小事被警察抓走，小凤急于救人向江波的父亲求助，并答应从此离开江波。江波出狱后四处寻找小凤，却不见她的身影。一天江波的家里举行大型的舞会，而街头却传来“抵抗日军满洲侵略，参加救国义勇军！”的口号。江波跳窗加入了游行队伍。在队伍里，他找到了小李、老枪和小凤，大家高唱爱国歌曲奋勇前行。:85:177